# Maceió
Maceió és la capital de l'estat brasiler d'Alagoas. Té una població de 905.000 habitants (2005) amb una superfície aproximada de 511 km². Amb los municipis de Rio Largo, Marechal Deodoro, Pilar, Satuba, Coqueiro Seco, Santa Luzia do Norte, Messias, Barra de São Miguel, Paripueira i Barra de Santo Antônio conforma la Regió Metropolitana de Maceió, que posseeix més d'1.100.000 habitants (2005).
Té una altura mitjana de 7 metres sobre el nivell del mar, amb una temperatura mitjana de 28 °C. La ciutat està situada entre l'oceà Atlàntic, que la dota de belles platges, i la Llacuna Mundaú, que té gran importància econòmica per als poblats de pescadors que viuen en les seves costes. Comerç, turisme (en les seves platges, com Jatiúca, Pajuçara e Gunga), serveis i indústria són les activitats econòmiques principals de la ciutat.

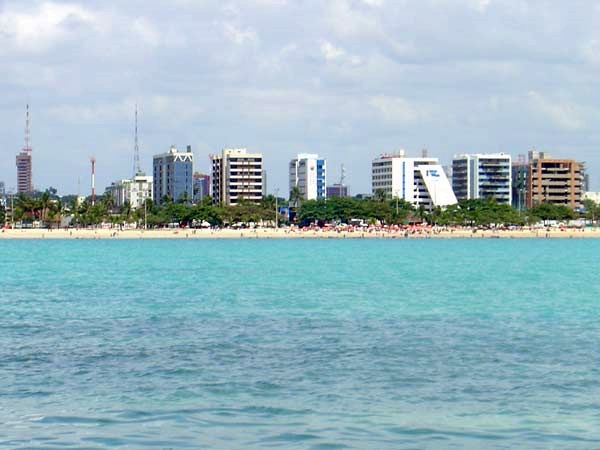
Platja de Pajuçara, a Maceió.